# 대꼬리박쥐속
대꼬리박쥐속 또는 칼집꼬리박쥐속(Emballonura)은 대꼬리박쥐과에 속하는 박쥐 속의 하나로 10종으로 이루어져 있다.

## 하위 종
- 작은아시아대꼬리박쥐 (Emballonura alecto)
- 페테르스대꼬리박쥐 (Emballonura atrata) - 페테르스대꼬리박쥐속(Paremballonura)으로 분류하기도 함.
- 베카리대꼬리박쥐 (Emballonura beccarii)
- 큰귀대꼬리박쥐 (Emballonura dianae)
- 큰대꼬리박쥐 (Emballonura furax)
- 작은대꼬리박쥐 (Emballonura monticola)
- 라프레이대꼬리박쥐 (Emballonura raffrayana)
- 태평양대꼬리박쥐 (Emballonura semicaudata)
- 세리대꼬리박쥐 (Emballonura serii)
- 서부대꼬리박쥐 (Emballonura tiavato) - 페테르스대꼬리박쥐속(Paremballonura)으로 분류하기도 함.